# سانت سيرينا-سور-رانس
سانت سيرينا-سور-رانس (بالفرنسية: Saint-Sernin-sur-Rance)‏، وهي بلدية فرنسية تقع في إقليم أفيرون في جنوب فرنسا.